# Thyra Appelberg
Thyra Ingeborg Appelberg, född 14 februari 1876 i Göteborgs Kristine församling, död 31 maj 1962 i Göteborgs Vasa församling, var en svensk målare och tecknare.
Thyra Appelberg studerade för Carl Wilhelmson vid Valands målarskola i Göteborg därefter följde studier för Ludwig von Herterich och Adolf Hölzel i München och Dachau 1901–1903 samt i Paris där hon studerade för André Lhote 1920–1921. 
Hon medverkade i ett stort antal samlingsutställningar bland annat i utställningen Nordiska konstnärinnor i Stockholm 1948 och på Göteborgs konsthall. Hennes konst består av stilleben, porträtt, friluftsmåleri och landskap och teckningar med ett personligt intryck.
Thyra Appelberg var dotter till direktören Axel Appelberg och Sophie Amalia Sandberg. Hon är begraven på Östra kyrkogården i Göteborg.